# Canis lupus floridanus
El lobo de Florida (canis lupus floridanus), también conocido como lobo negro de Florida fue una subespecie de lobo que habitó los bosques de Florida y que se considera extinto desde 1908 producto de la caza y la desaparición de su hábitat tradicional.
Existe cierta controversia sobre si es en realidad una subespecie de lobo o no, algunos creen que pudiera derivar del lobo rojo (canis rufus) que habitaba la zona sur de EE. UU. y del que también existían ejemplares en Florida, despareciendo igualmente a principios de la década de los años 1920. Una evolución en el pelaje del color rojo o pardo originario hacia una tonalidad bastante oscura sería el origen de esta subespecie, además el lobo rojo según algunos estudios evolucionó en realidad de los coyotes, de ahí la controversia sobre la catalogación de esta subespecie, el lobo negro de Florida, siendo  propuesto cambiar su nomenclatura trinomial por la de canis niger niger. En cualquier caso en 1957 la Comisión Internacional para la Nomenclatura Zoológica invalidó los posibles cambios en su nomenclatura pues no era posible determinar tal relación entre el lobo negro de Florida y el lobo rojo.